# Schaatsen op de Olympische Winterspelen 2018 - 3000 meter vrouwen
De 3000 meter vrouwen op de Olympische Winterspelen 2018 in Pyeongchang werd op zaterdag 10 februari 2018 in de Gangneung Science Oval in Gangneung, Zuid-Korea verreden.

## Tijdschema
| Datum       | Lokale tijd | MET   |
| ----------- | ----------- | ----- |
| 10 februari | 20:00       | 12:00 |

## Records
Records voor aanvang van de Spelen in 2018. 
| Titelhouder      | Ireen Wüst        | NED | 4.00,34 | Sotsji            |
| Wereldrecord     | Cindy Klassen     | CAN | 3.53,34 | Calgary           |
| Olympisch record | Claudia Pechstein | GER | 3.57,70 | Salt Lake City    |
| Baanrecord       | Ireen Wüst        | NED | 3.59,05 | WK afstanden 2017 |

## Statistieken

### Uitslag
| Plaats | Naam                     | Land | Tijd       | Verschil |
| ------ | ------------------------ | ---- | ---------- | -------- |
| Goud   | Carlijn Achtereekte      | NED  | 3.59,21    |          |
| Zilver | Ireen Wüst               | NED  | 3.59,28    | + 0,07   |
| Brons  | Antoinette de Jong       | NED  | 4.00,02    | + 0,81   |
| 4      | Martina Sáblíková        | CZE  | 4.00,54    | + 1,33   |
| 5      | Miho Takagi              | JPN  | 4.01,35    | + 2,14   |
| 6      | Ivanie Blondin           | CAN  | 4.04,14    | + 4,93   |
| 7      | Isabelle Weidemann       | CAN  | 4.04,26    | + 5,05   |
| 8      | Ayano Sato               | JPN  | 4.04,35 PR | + 5,14   |
| 9      | Claudia Pechstein        | GER  | 4.04,49    | + 5,27   |
| 10     | Natalja Voronina         | RUS  | 4.05,85    | + 6,64   |
| 11     | Marina Zoejeva           | BLR  | 4.05,96    | + 6,75   |
| 12     | Ida Njåtun               | NOR  | 4.06,67    | + 7,46   |
| 13     | Francesca Lollobrigida   | ITA  | 4.08,58    | + 9,37   |
| 14     | Luiza Złotkowska         | POL  | 4.09,69    | + 10,48  |
| 15     | Nikola Zdráhalová        | CZE  | 4.11,36    | + 12,15  |
| 16     | Karolina Bosiek          | POL  | 4.12,44    | + 13,23  |
| 17     | Katarzyna Bachleda-Curuś | POL  | 4.12,57    | + 13,36  |
| 18     | Kim Bo-reum              | KOR  | 4.12,79    | + 13,58  |
| 19     | Ayaka Kikuchi            | JPN  | 4.13,25    | + 14,04  |
| 20     | Brianne Tutt             | CAN  | 4.13,70    | + 14,49  |
| 21     | Hao Jiachen              | CHN  | 4.15,56    | + 16,35  |
| 22     | Carlijn Schoutens        | USA  | 4.15,60    | + 16,39  |
| 23     | Roxanne Dufter           | GER  | 4.16,87    | + 17,66  |
| 24     | Liu Jing                 | CHN  | 4.20,95    | + 21,74  |

PR = persoonlijk record

### Startlijst
| Rit        | Binnenbaan             | Buitenbaan               |
| ---------- | ---------------------- | ------------------------ |
| 1          | Ida Njåtun             | Kim Bo-reum              |
| 2          | Liu Jing               | Nikola Zdráhalová        |
| 3          | Luiza Złotkowska       | Ayano Sato               |
| 4          | Roxanne Dufter         | Katarzyna Bachleda-Curuś |
| 5          | Carlijn Achtereekte    | Karolina Bosiek          |
| 6          | Francesca Lollobrigida | Hao Jiachen              |
| Dweilpauze |                        |                          |
| 7          | Carlijn Schoutens      | Brianne Tutt             |
| 8          | Ayaka Kikuchi          | Marina Zoejeva           |
| 9          | Ireen Wüst             | Isabelle Weidemann       |
| 10         | Ivanie Blondin         | Claudia Pechstein        |
| 11         | Miho Takagi            | Antoinette de Jong       |
| 12         | Natalja Voronina       | Martina Sáblíková        |

## IJs- en klimaatcondities
| Tijd             | 20:00    | 20:35    | 20:57    | 21:27    |
| Paar             | 1        | 6        | 7        | 12       |
| Luchttemperatuur | 16,4 °C  | 16,5 °C  | 16,5 °C  | 16,5 °C  |
| IJstemperatuur   | -9,5 °C  | -9,7 °C  | -9,5 °C  | -9,5 °C  |
| Luchtvochtigheid | 27%      | 27%      | 27%      | 27%      |
| Luchtdruk        | 1012 hPa | 1013 hPa | 1013 hPa | 1013 hPa |

1960 · 
1964 · 
1968 · 
1972 · 
1976 · 
1980 · 
1984 · 
1988 · 
1992 · 
1994 · 
1998 · 
2002 · 
2006 · 
2010 · 
2014 · 
2018 ·
2022